# 互不侵犯條約
互不侵犯條約是兩個以上國家之間為了避免軍事武裝衝突而簽訂的國際條約。
有時互不侵犯條約和中立條約（neutrality pacts）會有不同的意思。此時互不侵犯條約是指承諾不攻擊其他簽約國，而中立條約是包括不支持其他簽約國。

## 互不侵犯條約列表
- 蘇立互不侵犯條約，1926年9月
- 蘇芬互不侵犯條約，1932年1月
- 蘇波互不侵犯條約，1932年7月
- 德波互不侵犯條約，1934年1月
- 法蘇互助條約，1935年5月
- 中苏互不侵犯条约，1937年8月
- 苏德互不侵犯条约，1939年8月。9月双方按照条约中的秘密议定书规定合作入侵波兰，第二次世界大戰爆發
- 日蘇中立條約，1941年4月

以上这些著名条约事实上均未得到遵守。除了德波条约和苏德条约遭纳粹德国撕毁外，其余各条约均遭苏联撕毁。